# Culicoides flavisomum
Culicoides flavisomum är en tvåvingeart som beskrevs av Mirzayeva 1984. Culicoides flavisomum ingår i släktet Culicoides och familjen svidknott. Inga underarter finns listade i Catalogue of Life.